# Sporting Club Schiltigheim (féminines)
 (septembre 2021).
Si vous disposez d'ouvrages ou d'articles de référence ou si vous connaissez des sites web de qualité traitant du thème abordé ici, merci de compléter l'article en donnant les références utiles à sa vérifiabilité et en les liant à la section « Notes et références ».
Maillots
La section féminine du Sporting Club Schiltigheim fut créée en 1973. En juillet 1997, l'équipe finit par arrivée dans l'élite du football féminin la National 1B, l'actuelle Division 2, où elles y resteront 3 saisons entre 1997-2000, l'équipe obtient ensuite sa montée en National A1, l'actuelle D1 Arkema, les Schilikoises évolueront deux saisons en première division entre 2000-2002. L'équipe finira les deux prochaines saisons très près de la montée mais finalement en 2004 le club décida de dissoudre la section féminine du S.C Schiltigheim faute de budget, la plupart des joueuses rejoignent le CS Mars Bischheim qui vient de créer une section féminine. Durant ces années l'équipe remportera 4 fois d'affilée la coupe d'Alsace entre 1997-2001  
En avril 2014, 10 ans plus tard la section féminine revoit le jour à la suite de la création des plus petites catégories U9-U11, progressivement la section crée de plus en plus d'équipes de catégorie supérieure, pour finalement réussir à re-créer une équipe sénior en 2020 soit 16 ans après sa dissolution en 2004.

## Histoire
La section féminine du Sporting Club de Schiltigheim fut créée en 1973 par le président des jeunes, qui a soumis l'idée au club. Une campagne de recrutement a alors été mise en place afin de rechercher des joueuses qui, très rapidement, se sont présentées en nombres, permettant ainsi de voir l'avenir avec un certain optimisme.
Dès la première année, la très jeune formation a su acquérir la forme physique et le niveau pour entrer dans la compétition. Le but a été d'arriver à un niveau technique suffisant pour pouvoir rivaliser avec les autres équipes qui bénéficiaient quant à elles de l'avantage d'une création antérieure de quelques années déjà.
La section féminine prend une plus grande ampleur en juillet 1997, en touchant à son but, à savoir : faire partie de l’élite du football féminin. Elle joue à l’époque en National 1 B, l’actuelle Division 2 féminine.
La saison 1997-1998 est marquée par une troisième place en championnat et une victoire en coupe d’Alsace. En 1998-1999, l’équipe finit 2e du championnat à un point d’écart seulement des premières, mais elle remporte une seconde fois d'affilée la coupe d’Alsace. La saison de la montée en 1999-2000 est même couronnée par un titre de championne de France de National 1 B et l’équipe gagne aussi une 3e fois consécutive la coupe d’Alsace féminine. La première saison en National 1 A, actuelle D1 Arkema, s’achève avec une 9e place sur 12, avec, en plus, une 4e victoire consécutive en coupe d’Alsace féminine. En 2001-2002, l’équipe finit 10e sur 12 du championnat, se voyant ainsi reléguée en National 1 B avec malgré tout un quart de finale de la première édition de la coupe de France, appelé "Challenge de France". Les deux saisons suivantes, l’équipe finit 3e puis 2e du championnat, pas loin de la remontée, avec, respectivement, un huitième de finale du challenge de France féminin en 2002-2003 puis un seizième de finale en 2003-2004.
La section féminine, forte d'une bonne centaine de membres, ne se résumait pas uniquement à une équipe fanion mais se composait également d'une 2ème équipe senior évoluant en division d'honneur régionale et d'équipes de jeunes : deux équipes de cadettes U16, une équipe de U13 et de nombreuses petites filles mélangées aux garçons dans l'école de football.
Hélas en 2004, le comité directeur décida de fermer la section féminine pour des raisons financières, mais aussi parce que le nombre total d'équipes du club ne permettait plus d'utiliser les installations dans de bonnes conditions. Le club fit donc le choix de « sacrifier » les filles qui émigrèrent au Mars Bischheim voisin.
C’est en avril 2014, 10 ans environ après sa dissolution, que le club souhaite reconstituer sa section féminine. Le projet prend forme, à la suite de la création des deux premières équipes féminines les U9 et les U11. En 2015-2016, l'équipe des U13 F fut créée, cette année, les U13 parvinrent en finale de la coupe « festival U13F ». L'année suivante en 2016-2017, marqua l'arrivée d'une équipe de U15 au sein de la section. La saison suivante, dû au manque d'éducateurs les équipes de U9 et U13 fut dissoute, en contre-partie du développement une équipe de U16 élite sera créée. En 2018-2019, Les U16 élite disparût pour laisser de nouveau place aux U9 et U13. L'année 2019-2020, vit la création d'une équipe de U18 évoluant en R1, puis vient enfin la saison 2020-2021 celle où l'équipe sénior dissoute en 2004 fut recréée, commençant au plus bas, en district 2 (à 5 divisions de la D2 féminine).
L'équipe senior réussit à monter dès la première saison en District 1, où elle évolue actuellement.

## Palmarès
Le tableau suivant liste le palmarès du club actualisé à l'issue de la saison 2010-2011 dans les différentes compétitions officielles au niveau national et régional.
| Compétitions nationales                              | Compétitions régionales | Équipes de jeunes           |
| - Championnat de France de D2 (1) - Champion : 2000. | - Coupe d'Alsace Féminine 1997-1998 - Coupe d'Alsace Féminine 1998-1999 - Coupe d'Alsace Féminine 1999-2000 - Coupe d'Alsace Féminine 2000-2001 | Votre aide est la bienvenue |

## Bilan par saison
| Saison          | Championnat          | Classement | Classement | Classement | Pts | J  | G  | N | P  | Bp | Bc | Diff | Challenge de France | Coupe d'Alsace |
|                 | Hiérarchie           | I          | II         | III        |     |    |    |   |    |    |    |      |                     |                |
| --------------- | -------------------- | ---------- | ---------- | ---------- | --- | -- | -- | - | -- | -- | -- | ---- | ------------------- | -------------- |
| 1997-1998       | Division 2, groupe A |            | 4/10       |            | 36  | 18 |    |   |    |    |    |      | Inexistant          | Vainqueur      |
| 1998-1999       | Division 2, groupe A |            | 2/10       |            | 62  | 18 |    |   |    |    |    |      | Inexistant          | Vainqueur      |
| 1999-2000       | Division 2, groupe A |            | 1/10       |            | 62  | 18 | 13 | 5 | 0  | 54 | 8  | +46  | Inexistant          | Vainqueur      |
| 2000-2001       | Division 1           | 8/12       |            |            | 50  | 22 | 8  | 4 | 10 | 39 | 42 | -3   | Inexistant          | Vainqueur      |
| 2001-2002       | Division 1           | 10/12      |            |            | 40  | 22 | 4  | 6 | 12 | 24 | 42 | -18  | 1/4 de finale       | Inexistant     |
| 2002-2003       | Division 2, groupe B |            | 3/10       |            | 50  | 18 | 11 | 2 | 5  | 40 | 25 | +15  | 1/8 de finale       | Inexistant     |
| 2003-2004       | Division 2, groupe B |            | 2/10       |            | 55  | 18 | 11 | 4 | 3  | 51 | 25 | +26  | 1/16 de finale      | Inexistant     |
| Dissolution     |                      |            |            |            |     |    |    |   |    |    |    |      |                     |                |
| Nouvelle équipe |                      |            |            |            |     |    |    |   |    |    |    |      |                     |                |
|                 |                      | IV         | V          | VI         | Pts | J  | G  | N | P  | Bp | Bc | Diff | Coupe de France     | Coupe d'Alsace |
| 2020-2021       | District 2, groupe B |            |            | 2/10       | 11  | 5  | 3  | 2 | 0  | 20 | 4  | 16   | Tours régionaux     | 2è tour        |
| 2021-2022       | District 1, groupe A |            |            |            |     |    |    |   |    |    |    |      |                     |                |

| Champion/Vainqueur | Promu | Relégué | Championnat national |